# Грёзов, Михаил Григорьевич
Михаил Григорьевич Грёзов (Левин)  (1900 — после 1978) — военный прокурор, полковник юстиции (1944).

## Биография
Родился в еврейской семье ремесленника-кустаря. Окончил 7 классов Рижской гимназии, в дальнейшем получил высшее образование. Член РСДРП(б) с октября 1917, в РККА с 4 (или 14) декабря 1918. С мая 1919 участвовал в походах и боях Гражданской войны, в том же году был контужен. Непосредственно участвовал в боях до октября 1921, с 22 мая 1919 по февраль 1923 находился на командных должностях. С декабря 1923 по ноябрь 1925 исполнял обязанности военного следователя при военном трибунале 1-го Кавалерийского корпуса. До 1938 военный прокурор пограничных и внутренних войск Западно-Сибирского округа. С октября по ноябрь 1938 член Особой тройки по Харьковской области как прокурор Харьковского военного округа. В 1939 делегат XVIII съезда ВКП(б) от Харьковской области, с совещательным голосом. Прокурор отдела главной военной прокуратуры при НКВД СССР, затем служил в военной прокуратуре при пограничных войск НКВД в Украинском военном округе. Во время Великой Отечественной войны, в июне 1941 военный прокурор Северного фронта, с августа 1941 по февраль 1943 (по другим данным по 30 сентября 1942) военный прокурор Ленинградского фронта. После чего военный прокурор, заместитель военного прокурора в военной прокуратуре ЮУВО. Некоторое время находился на должности военного прокурора московского гарнизона. Потом до 1946 военный прокурор Северо-Западного округа ПВО, с 1947 до 1948 старший помощник военного прокурора этого же округа. С 1948 до 7 декабря 1949 являлся главным военным прокурором МВД СССР. В отставке с 7 декабря 1949, персональный пенсионер союзного значения с 1 марта 1978.

### Звания
- военюрист 1-го ранга (15 мая 1936);[3]
- бригвоенюрист (17 и 22 февраля 1938);[4][5][6]
- диввоенюрист (10 февраля 1943);[7]
- полковник юстиции (3 ноября 1944);[8]
- генерал-майор юстиции (в некоторых источниках)[9].

### Награды
- медаль XX лет РККА (22 февраля 1938);
- орден Красной Звезды (10 февраля 1943);
- орден Красного Знамени (3 ноября 1944);
- орден Ленина (21 февраля 1945);
- ещё медали.